# Dąbrowa (rejon kamieński)
Dąbrowa (ukr. Діброва) – wieś na Ukrainie w obwodzie wołyńskim, w rejonie kamieńskim. W 2001 r. liczyła 223 mieszkańców.
Do 2020 w rejonie lubieszowskim. 